# Phyrella fragilis
Phyrella fragilis is een zeekomkommer uit de familie Phyllophoridae.
De wetenschappelijke naam van de soort werd in 1912 gepubliceerd door Mitsukuri & Ohshima.